# Fire in the Hole (Van Halen)
Fire in the Hole è un singolo del gruppo musicale statunitense Van Halen, pubblicato nel 1998 ed estratto dall'album Van Halen III. 
Il brano fa parte della colonna sonora del film Arma letale 4 di quello stesso anno.

## Tracce
1. Fire in the Hole (Radio Edit)
2. Fire in the Hole (LP Version)
3. One I Want (LP Version)

## Formazione
- Gary Cherone – voce
- Eddie van Halen – chitarra, cori
- Michael Anthony – basso, cori
- Alex van Halen – batteria

## Classifiche
| Classifica (1998)             | Posizione massima |
| ----------------------------- | ----------------- |
| Canada                        | 65                |
| Stati Uniti (mainstream rock) | 6                 |